# Lucena de Jalón (kommunhuvudort)
Lucena de Jalón är en kommunhuvudort i Spanien.   Den ligger i provinsen Provincia de Zaragoza och regionen Aragonien, i den nordöstra delen av landet, 240 km nordost om huvudstaden Madrid. Lucena de Jalón ligger 341 meter över havet och antalet invånare är 258.
Terrängen runt Lucena de Jalón är platt åt sydost, men åt nordväst är den kuperad.Runt Lucena de Jalón är det glesbefolkat, med 20 invånare per kvadratkilometer. Närmaste större samhälle är Calatorao, 4,4 km sydväst om Lucena de Jalón. Trakten runt Lucena de Jalón består till största delen av jordbruksmark.